# Simulium encisoi
Simulium encisoi is een muggensoort uit de familie van de kriebelmuggen (Simuliidae). De wetenschappelijke naam van de soort is voor het eerst geldig gepubliceerd in 1949 door Vargas and Diaz Najera.